# Улица Крикю (Рига)
Улица Кри́кю (латыш. Kriķu iela) — улица в Видземском предместье города Риги, в Пурвциемсе.
Пролегает от улицы Пайпалу до улицы Жагату; с другими улицами не пересекается. Общая длина улицы — 268 метров. На всём протяжении имеет асфальтовое покрытие. Общественный транспорт по улице не курсирует.
Возникла в середине 1930-х годов под названием «улица Литенес» (латыш. Litenes iela)
. Под своим нынешним названием впервые упоминается в перечне улиц города в 1954 году; в дальнейшем оно не изменялось.